# Boiling Points
Boiling Points var et realityshow på MTV i USA, der blev sendt fra 2004 til 2005. 
Showet bestod i at vise practical jokes. 
Hver episode varede en halv time og viste situationer, hvor en eller flere unge mennesker, der var uvidende om, at de blev testet, blev udsat for løjer. Fx kunne de blive udsat for dårlig kundeservice eller uforskammetheder fra en vildt fremmed. Lady Gaga medvirkede i en episode af showet i 2005.

## Ekstern henvisning
- Boiling Points Arkiveret 29. august 2010 hos  Wayback Machine

| Fjernsyn | Spire Denne artikel om et tv-program er en spire som bør udbygges. Du er velkommen til at hjælpe Wikipedia ved at udvide den. |